# 신조촌
신조촌(일본어: 新庄村)은 일본 오카야마현 북서부에 있고 돗토리현과 경계를 접하는 마니와군의 촌이다. 이즈모 가도의 혼진·역참 마을로 번창했다.

## 지리
주고쿠 산지에 위치해 대부분이 산림이며 촌사무소가 있는 중심지는 신조강의 분지를 이룬다.

## 역사
- 1872년 8월 17일 - 신조촌이 탄생해 현재에 이른다.

마니와군 내의 다른 정촌은 모두 합병해 2005년 3월 31일에 마니와시가 되었지만 신조촌은 단독으로 존속하는 것을 선택했다.

## 교통

### 도로
- 국도 제181호선